# 安古斯都迷宫
安古斯都迷宫（Angustus Labyrinthus）是火星南海区位于南纬81.68度和西经63.25度附近一处河谷或山脊交错的区域。由于表面类似于一座废墟，美国宇航局科学家们将它戏称为“印加城”。与该地区的其他构造一样，“安古斯都”一词源于1930年欧仁·安东尼亚第对该地区反照率特征的命名。2006年，该名称被国际天文联合会正式采用。
安古斯都迷宫是由水手9号探测器所发现，它拍摄到一处看上去像一座古城废墟的小区域。水手9号研究团队将其命名为“印加城”。它看起来就像由两种不同风向形成的沙丘，但只是这些过于沙丘巨大。2002年，火星全球探勘者号上的相机发现，“印加城”是一座直径86公里大型圆形结构的一部分，因此，该形状意味着它可能是由小行星撞击造成，小行星撞击使地壳破裂。后来，岩浆沿着裂缝流动，在冷却后，形成坚硬、耐侵蚀的岩壁（岩脉）。陨石坑被覆盖，然后又被部分挖掘暴露。随着周围较松软材料的侵蚀，坚硬的岩壁被保留了下来。

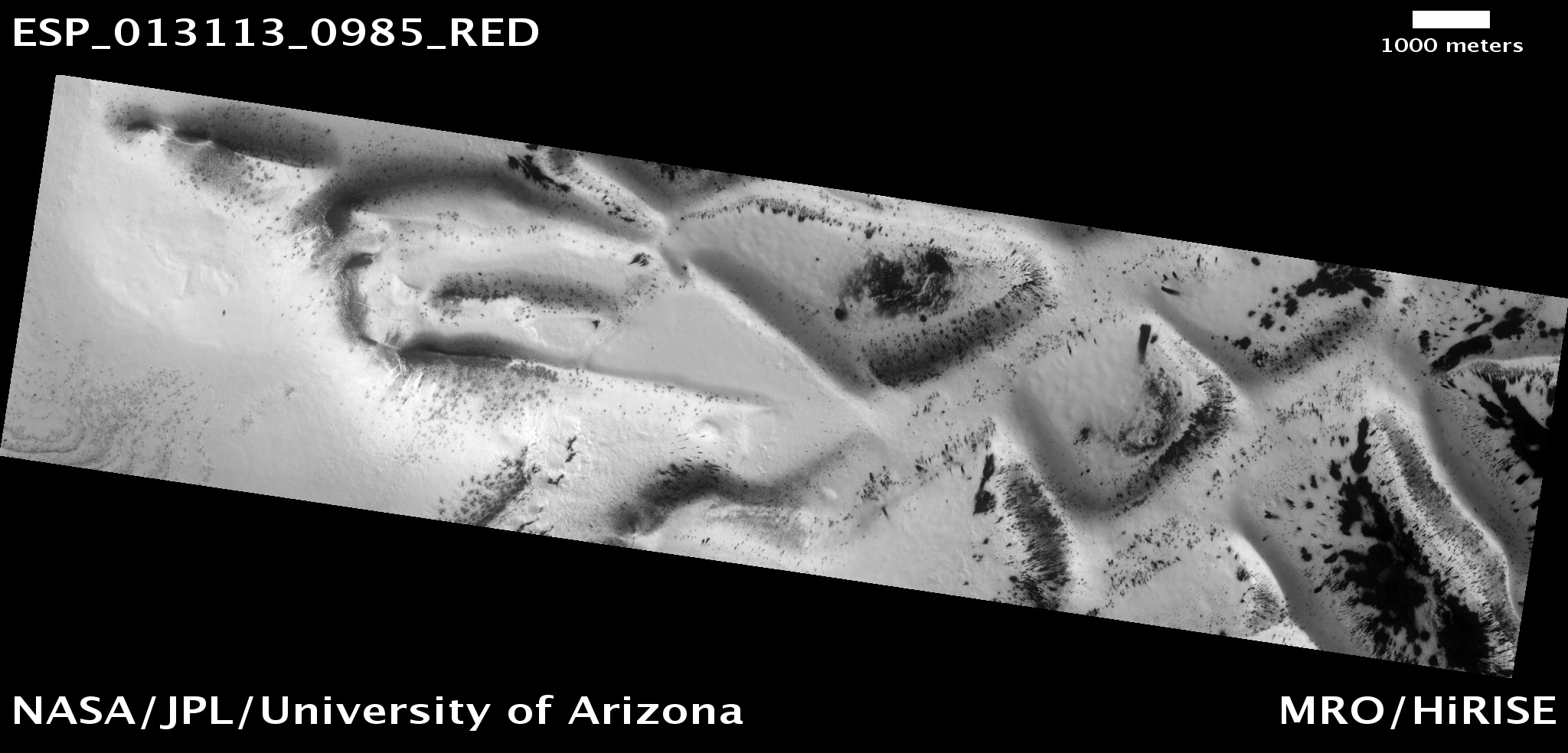
高分辨率成像科学设备显示的安古斯都迷宫，亮斑为霜冻沉积物